# Golden Coast
Game è il terzo album discografico del gruppo musicale giapponese j-pop Flow, pubblicato il 20 luglio 2005 dalla Ki/oon Records. Il disco ha raggiunto la nona posizione degli album più venduti in Giappone.

## Tracce
1. Dear
2. Rookie
3. Monster
4. DAYS (Album Version)
5. Garden
6. Party Crazy
7. No Limit
8. Change Up!!!
9. Yuuhi no Sakamichi (夕日の坂道)
10. STAY GOLD
11. Blue Bird
12. Funk-a-style
13. Realize
14. Life is beautiful